# NGC 5918
NGC 5918 este o hi (21cm) source⁠(d) situată în constelația Boarul. A fost descoperită în 26 aprilie 1830 de către John Herschel. Se află la o distanță de 58,61 de megaparseci de Pământ.